# Mantidactylus madecassus
Mantidactylus madecassus és una espècie de granota de la família dels mantèl·lids endèmica de Madagascar.
Viu als rius i a àrees rocalloses.
Està en perill d'extinció per la pèrdua del seu hàbitat natural.